# Richard Hamilton (malarz)
Richard Hamilton (ur. 24 lutego 1922 w Londynie, zm. 13 września 2011 tamże) – brytyjski malarz.
Kolaż Hamiltona z 1956 zatytułowany Just What Is It that Makes Today's Homes So Different, So Appealing?, wykonany na wystawę pod nazwą This is Tomorrow, przez wielu krytyków i historyków sztuki uznawany jest za jedną z pierwszych prac pop-artu.
Zaprojektował okładkę płyty The Beatles popularnie znaną jako Biały Album.

## Wybrane prace
- My Marilyn (1965)
- She (1958–1961)
- A Dedicated Follower of Fashion (1980)